# Chouette de Fu Hao
Les chouettes de Fu Hao (chinois traditionnel : 婦好鴞尊; chinois simplifié : 妇好鸮尊 ; Pinyin : Fù Hǎo xiāo zūn) sont deux vases tripodes en bronze de type zun, datés de la dynastie Shang. Ils ont été découverts en 1976 dans la tombe de Fu Hao, sur l'un des sites de Yin Xu, près la ville d'Anyang, dans la province du Henan, en Chine. Ces œuvres sont considérées comme un exemple notable de l'utilisation du motif du hibou dans les bronzes rituels de la dynastie Shang. Elles sont conservées par le Musée du Henan et le Musée national de Chine,,.

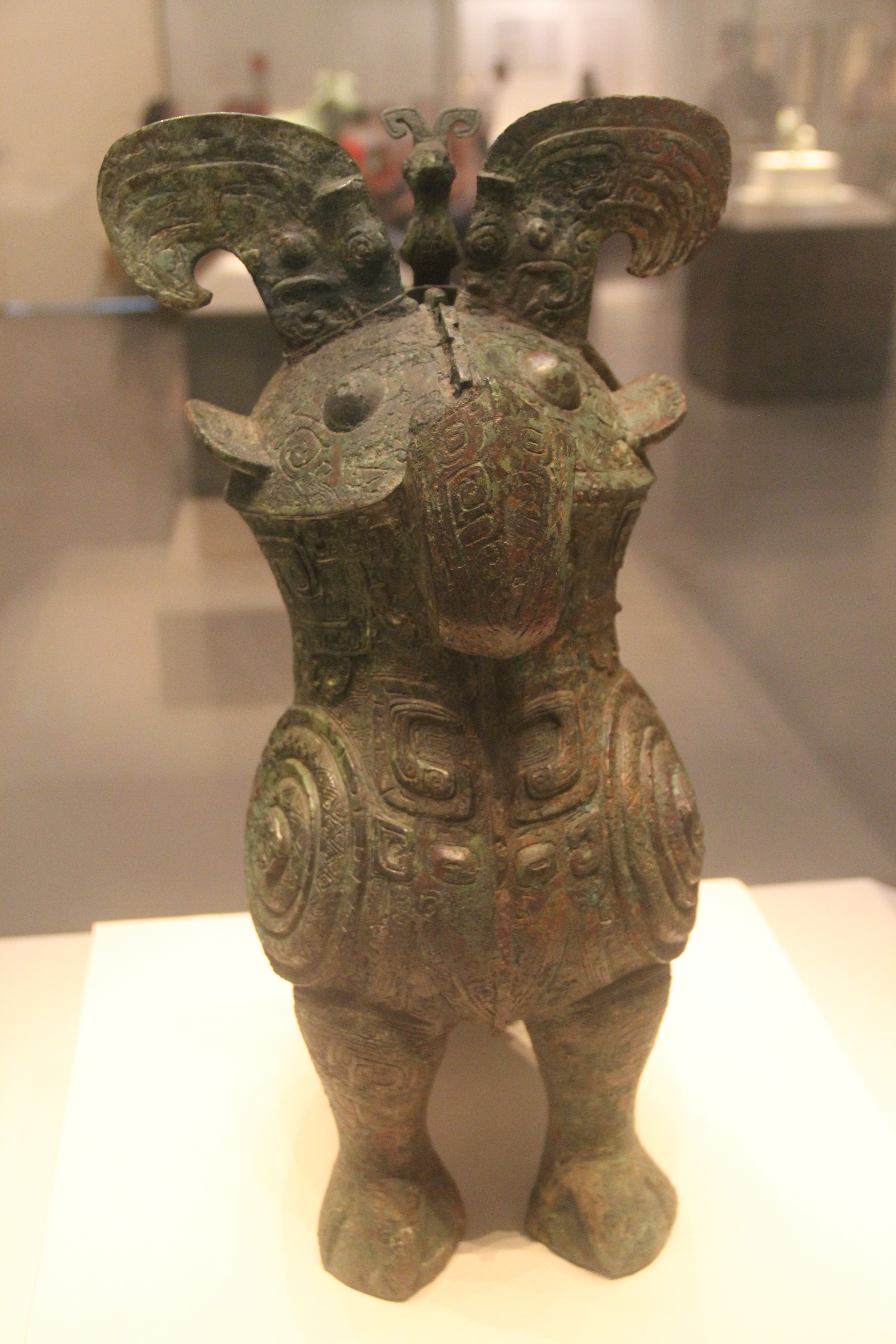
Chouette de Fu Hao au Musée national de Chine

## Description
Les récipients de type zun, largement répandus sous la dynastie Shang et au début de la dynastie Zhou, sont principalement utilisés pour stocker le vin, et comportent une large ouverture permettant de le verser. Ils se présentent souvent sous deux formes : l'une en forme de trompette, et l'autre sur le thème des animaux.
Les chouettes en bronze trouvées dans la tombe mesurent 46,3 cm, avec une longueur de bouche de 16,4 cm. Elles sont en forme de trépied, avec la queue servant de troisième pied. Leur tête est relevée vers le haut, leur poitrine dépasse vers l'avant et leurs ailes sont repliées. On note également que le bec est pointu et que les pattes sont volumineuses, comme pour exprimer la férocité. Sur le corps du récipient, le bec et la poitrine portent des motifs de cigales, de tonnerre, un motif de serpent sur la queue, et le cou porte le motif de Kui.
Le nom de Fu Hao, titulaire de la tombe et épouse du chef de la dynastie Shang, Wu Ding, est inscrit sur les récipients. Les archives des os oraculaires et le contenu de la tombe, désignée « Tombe 5 » à Xiaotun (468 bronzes), montrent son importance dans la société Shang, ainsi que son rôle de chef militaire.

## Le motif de la chouette
En plus des vases zun, un double fangyi (en), un guang et six pendentifs trouvés dans la tombe avaient un motif de chouette. Sur la base de nombreuses représentations artistiques, on pense que la chouette était un « totem » important sous la dynastie Shang. Des représentations de cet oiseau ont souvent été trouvées sur les artéfacts funéraires de ses dirigeants. Considérer les chouettes comme un mauvais présage se serait répandu sous la dynastie Zhou.
Les chouettes, appelées xiao (枭) ou chixiao (鸱鸮), sont souvent interprétées comme des êtres surnaturels, dont la réputation varie en fonction de la dynastie au pouvoir, que ce soit en tant que prédateurs de rats, à une époque où il était vital de protéger les réserves de céréales, ou précurseurs de mauvais présages,.